# Галиахметов, Тагир Ахметович
Тагир Ахметович Галиахметов (11 августа 1921, Средние Шуни, Вятская губерния — 24 мая 2000, Вятские Поляны, Кировская область) — советский хозяйственный, государственный и политический деятель, Герой Социалистического Труда.

## Биография
Родился в 1921 году в деревне Средние Шуни (ныне — в Вятскополянском районе Кировской области). Член КПСС.
Участник Великой Отечественной войны. С 1942 года — на хозяйственной, общественной и политической работе. В 1942—1987 гг. — счетовод в колхозе имени Сталина, председатель колхоза имени XXII партсъезда Вятскополянского района Кировской области.
Указом Президиума Верховного Совета СССР от 8 апреля 1971 года присвоено звание Героя Социалистического Труда с вручением ордена Ленина и золотой медали «Серп и Молот».
Делегат XXII съезда КПСС.
Умер в Вятских Полянах в 2000 году.